# Рогоушићи
Рогоушићи су насељено мјесто у општини Пале, Република Српска, БиХ. Према попису становништва из 1991. у насељу је живјело 199 становника.

## Становништво
| Националност       | 1991. | 1981. | 1971. | 1961. |
| Срби               | 197   | 218   | 242   | 279   |
| Југословени        | 1     |       |       |       |
| Хрвати             | 1     |       |       |       |
| остали и непознато |       |       |       |       |
| Укупно             | 199   | 218   | 242   | 279   |

| Демографија | Демографија | Демографија |
| Година      | Становника  | Становника  |
| ----------- | ----------- | ----------- |
| 1961.       | 279         |             |
| 1971.       | 242         |             |
| 1981.       | 218         |             |
| 1991.       | 199         |             |

## Култура
Рогоушићи припадају парохији у Мокром, Српске православне цркве чије је седиште Црква Успења Пресвете Богородице у Мокром.